# فوز الفهد
فوز عدنان الفَهَد (۱۰ مهٔ ۱۹۹۰) مدل، بلاگر، طراح مد و فعال رسانه‌های اجتماعی کویتی است. او از زمان شروع فعالیتش در سال ۲۰۱۴، یکی از تأثیرگذارترین چهره‌های جهان عرب در دنیای زیبایی و مُد به‌شمار می‌رود.

## زندگی و پیشه
فوز عدنان الفهد متولد ۱۰ مهٔ ۱۹۹۰ در کویت‌شهر است و در آنجا بزرگ شده و تحصیلات خود را به پایان رسانده است. او زندگی شخصی سرشار از حمایت خانواده دارد که نقش عمده‌ای در موفقیت او داشته است. مادرش اصالتاً عراقی است و از قبیلهٔ شَمَّر تبار دارد که او را منبع الهام و حمایت برای خود می‌داند. پدرش کویتی است، او با وجود مخالفتش با فوز الفهد در ابتدای دوران حرفه‌ای‌اش، در حمایت و تشویق او برای رسیدن به آرزوهای حرفه‌ای‌اش نقش داشت.
فوز الفهد در دوران دانشگاه، در جریان جشن روز ملی کویت، یکی از همکلاسی‌هایش از او در حال جشن گرفتن روز ملی کویت فیلم گرفت. ویدیوی او به سرعت پخش شد و توسط تعدادی از کاربران رسانه‌های اجتماعی به اشتراک گذاشته شد که تحسین خود را از زیبایی او ابراز کردند. سپس او در دنیای مجازی مشهور شد. در دوران دانشگاه، به فوز الفهد یک آگهی استخدام پیشنهاد شد و او آن را پذیرفت. با این حال، پدرش در ابتدا تمایلی به پذیرش ایدهٔ کار او در تبلیغات نداشت، زیرا معتقد بود که این حرفه آینده‌ای ندارد و دخترش باید روی تحصیلاتش تمرکز کند. با این حال، فوز الفهد تبلیغ را اجرا کرد و اولین درآمد خود را از کارش به دست آورد.
پس از مدتی، پدر و خانواده‌اش حرفهٔ او را پذیرفتند و از او حمایت کردند. فوز الفهد شروع به استفاده از حساب شخصی اینستاگرام خود کرد تا اینکه به یکی از مشهورترین اینفلوئنسرها و طراحان مد در رسانه‌های اجتماعی خلیج فارس تبدیل شود. پس از فارغ‌التحصیلی از دبیرستان، در رشتهٔ مدیریت مالی تحصیل کرد و در کنار تحصیلات دانشگاهی، در صنعت مد و زیبایی شروع به کار کرد. فوز الفهد از دانشگاه کویت فارغ‌التحصیل شد، اما به دلیل نداشتن مدارک لازم نتوانست یک سال کامل در رشتهٔ خود کار کند.
فوز الفهد با تمرکز بر رسانه‌های اجتماعی، به یکی از مهم‌ترین سلبریتی‌های و اینفلوئنسر منطقهٔ عربی خلیج فارس تبدیل شده است. از ۲۰۱۴، او شروع به انتشار تعدادی ویدیو کرد که در آنها مراحل آرایش کردن را با زنان به اشتراک می‌گذاشت. او همچنین شروع به اشتراک‌گذاری ظاهر خود کرد، که باعث شد دنبال‌کنندگانش او را به عنوان یک نماد مد در نظر بگیرند. او به جراحی‌های پلاستیک مختلفی متوسل شده است.

## زندگی شخصی
فوز الفهد در ۱۷ مارس ۲۰۲۰ پس از یک داستان عاشقانه در پاریس، با عبداللطیف الصراف، تاجر کویتی، ازدواج کرد.در سال ۲۰۲۱، فوز الفهد پسر بزرگش، احمد، را به دنیا آورد و سپس در سال ۲۰۲۲، دختر دومش، فوز، را به دنیا آورد که شوهرش نام خود او را برای دخترشان انتخاب کرد. او ۱٫۶۹ متر قد دارد.
الفهد از جمله سلبریتی‌هایی بود که در سال ۲۰۲۰ در یک پروندهٔ پولشویی در کویت درگیر شدند و دارایی‌های او به همراه تقریباً ۲۷ سلبریتی دیگر رسانه‌های اجتماعی در کشورش توقیف شد. در آن زمان، دادستانی عمومی کویت پس از ماه‌ها تحقیق در مورد حساب‌های بانکی آن‌ها، چندین چهرهٔ مشهور را به پولشویی صدها میلیون دلار متهم کرد. با این حال، در ۵ آوریل ۲۰۲۱، دادستانی عمومی کویت حکم مسدود شدن دارایی‌ها و حساب‌های چندین چهره، از جمله فوز الفهد، فرح الهادی، جمال النجاده و حلیمه بلند را لغو کرد.